# The Marshall Mathers LP
The Marshall Mathers LP è il terzo album in studio del rapper statunitense Eminem, pubblicato il 23 maggio 2000 dalla Aftermath Entertainment e dalla Interscope Records.
Il disco vendette più di 1 760 000 copie nella prima settimana solo negli Stati Uniti d'America, meritandosi così un posto nel Guinness Book of World Records come album rap dalle vendite più veloci di sempre. Nel 2001 vinse un Grammy Award al miglior album rap e ottenne una candidatura come album dell'anno. The Marshall Mathers LP venne inoltre certificato disco di diamante in madrepatria, avendo venduto oltre 10 milioni di copie. Nel 2005 ha venduto oltre 20 milioni di copie in tutto il mondo, mentre nel 2018 conta oltre 36 milioni di copie vendute in tutto il mondo, divenendo l'album hip hop con più vendite di sempre.
Considerato da molti critici come il capolavoro di Eminem, The Marshall Mathers LP è stato valutato come uno dei migliori album rap di tutti i tempi da riviste musicali come Rolling Stone,Time, e XXL. Rolling Stone ha messo l'album al settimo posto tra quelli più importanti del decennio. L'album è inoltre alla posizione 302 nella lista dei 500 migliori album di tutti i tempi ancora secondo Rolling Stone. Nel 2010 la Rhapsody gli dà la prima posizione nella lista dei 10 migliori album di rappers bianchi. Nel 2011 viene premiato come album di diamante insieme a The Eminem Show e proprio insieme a quest'ultimo è considerato "l'album simbolo" di Eminem.

## Descrizione
Le canzoni sono state tutte scritte ad Amsterdam (Paesi Bassi), dove Dr. Dre permise ad Eminem di fare un provino al telefono. Solo il primo singolo The Real Slim Shady fu scritto negli Stati Uniti d'America.
L'album è composto da 18 tracce. I temi più trattati sono lo stress vissuto dall'artista per l'accanimento inevitabile di fan (Stan), la sua inguaribile scontentezza nel mondo che lo circonda (The Way I Am), l'odio marcato nei confronti della madre (Kill You) e della moglie, artefice del tradimento che successivamente porterà alla rottura del loro matrimonio (Kim), la presa di coscienza del lato negativo del successo e l'accanimento contro le boy/girl-band (The Real Slim Shady, Marshall Mathers). Il disco contiene anche diversi pezzi più "party", ed altri che si configurano come veri racconti di vita allo sbando, senza rimpianti né pentimenti.
I singoli che hanno portato al successo quest'album sono The Real Slim Shady, The Way I Am e Stan. Di The Way I Am esiste anche una versione rap metal, eseguita insieme a Marilyn Manson e remixata da Danny Lohner. Questo remix è inoltre disponibile in alcune edizioni limitate del disco. La traccia Criminal ha lo stesso inizio di Still Don't Give a Fuck, contenuta nell'album precedente, The Slim Shady LP.
The Marshall Mathers LP venne pubblicato sia in versione Clean (ovvero pulita, quindi censurata), che in versione originale (Dirty), sebbene i testi siano censurati in parte anche nella versione esplicita dell'album. Alcune canzoni vennero censurate a causa delle critiche ricevute ai tempi della pubblicazione. Su molte copie, i 25 secondi del "Public Service Announcement" vennero cancellati da due secondi di silenzio prima dell'inizio dell'album, sebbene in altre copie vennero lasciati intatti. Un'ultima censura si ebbe per la canzone Kim, che, a causa dei contenuti violenti contro la moglie, venne sostituita da una canzone basata sul tema musicale di South Park The Kids, anch'esso facente riferimenti all'uso di droghe.

### Contenuto
Come suggerisce il titolo dell'album, The Marshall Mathers LP è un album più serio e personale di quello precedente, The Slim Shady LP, dove predomina la figura dell'alter-ego Slim Shady. Il rapper, in gran parte dell'album, affronta il rapporto con l'ascesa alla fama e attacca chi aveva criticato il suo primo album. Altro tema ricorrente è il rapporto con la sua famiglia, in particolar modo quello con sua madre e la sua ex-moglie Kim Mathers.

### Testi
The Marshall Mathers LP è più introspettivo e i testi vertono meno sulla figura di Slim Shady. Le canzoni riguardano le lotte dell'infanzia e i problemi familiari di Eminem, in cui è fortemente coinvolta la madre (in Marshall Mathers), la relazione tempestosa con sua moglie (in Kim), il suo rapporto con l'essere una superstar e le aspettative (in Stan e in I'm Back), il suo ritorno sulla scena musicale e la sua influenza su di essa (in Remember Me? e in Bitch Please II), l'abuso di droga (in Under the Influence e in Drug Ballad), la presa di coscienza del lato negativo del successo e l'accanimento contro le boy/girl-band (in The Real Slim Shady e in Marshall Mathers), la sua influenza sui giovani e sulla società statunitense in genere (in The Way I Am e in Who Knew) e infine le reazioni nonché risposte alla critica circa i suoi temi volgari e molto cupi (in Criminal e in Kill You.)
Per tutto lo scorrere delle tracce musicali, l'ascoltatore si ritrova davanti ad un mix di tematiche cupe e controverse, ma anche a storie di vita. Nonostante la grande quantità di polemiche, i testi dell'album vennero ben accolti dalla critica e dalla comunità hip hop, molti dei quali sottolinearono l'energia verbale di Eminem nonché i "densi" modelli di rime. Successivamente a questo album, Eminem continuerà a rispondere alla critica con costanza nei suoi testi.
L'album contiene diversi campionamenti e riferimenti. Contiene alcune righe "mimate" dall'album di Eric B. & Rakim, Paid in Full. Infatti, il ritornello di The Way I Am riassembla in chiave "eminemiana" il ritornello di As the Rhyme Goes On, e le prime due righe del terzo verso di I'm Back sono basate sul testo di My Melody. In Marshall Mathers, Eminem parodia la canzone Summer Girls degli LFO dicendo: New Kids on the Block sucked a lotta dick, boy-girl groups make me sick; mentre nella versione degli LFO recita: New Kids on the Block had a bunch of hits, Chinese food makes me sick.
Nella traccia Kim si può sentire il rapper che simula un pesante litigio con la moglie, Kim appunto, alla quale poi al finale della canzone taglia la gola per poi nasconderla nel bagagliaio della sua macchina; tutto ciò rappresenta un ideale prequel di '97 Bonnie & Clyde contenuta nel disco precedente.
Stan è il terzo singolo del rapper estratto da questo album. La canzone narra di un fan, Stan, che scrive al suo idolo, il quale però non sembra considerarlo, anche perché non riceve le sue lettere. Alla fine Stan morirà per un incidente di auto dovuto alla follia sopraggiunta a causa della sua ossessione. Il ritornello campiona parte del testo di Thank You di Dido, lanciata proprio da questo singolo.

## Accoglienza
| Recensione                    | Giudizio |
| ----------------------------- | -------- |
| AllMusic                      |          |
| Chicago Sun-Times             |          |
| Entertainment Weekly          | A-       |
| Los Angeles Times             |          |
| Melody Maker                  |          |
| NME                           |          |
| Pitchfork                     | [ 49 ]   |
| Q                             |          |
| Rolling Stone                 |          |
| The Rolling Stone Album Guide |          |
| The Source                    |          |
| Robert Christgau              | A        |

The Marshall Mathers LP ha ottenuto recensioni positive da parte dei critici musicali. Su Metacritic, sito che assegna un punteggio normalizzato su 100 in base a critiche selezionate, l'album ha ottenuto un punteggio medio di 78 basato su ventuno recensioni. È ritenuto il miglior disco del rapper, uno dei migliori album hip hop di sempre e ha infranto nuovi record di vendita per un album rap. L'album gli vale due Grammy (album rap dell'anno e brano rap dell'anno per The Real Slim Shady) e la candidatura ai Grammy Awards 2001 nella categoria album dell'anno.

## Tracce
1. Public Service Announcement 2000 – 0:27
2. Kill You – 4:24 (Marshall Mathers, Andre Young, Melvin Bradford)
3. Stan (feat. Dido) – 6:44 (Marshall Mathers, Dido Armstrong, Mark James, Paul Herman)
4. Paul (Skit) – 0:10
5. Who Knew – 3:47 (Marshall Mathers, Andre Young, Melvin Bradford)
6. Steve Berman (Skit) – 0:54
7. The Way I Am – 4:49 (Marshall Mathers)
8. The Real Slim Shady – 4:44 (Marshall Mathers, Andre Young, Melvin Bradford, Tommy Coster, Mike Elizondo)
9. Remember Me? (feat. RBX & Sticky Fingaz) – 3:38 (Marshall Mathers, Eric Collins, Kirk Jones, Andre Young, Melvin Bradford)
10. I'm Back – 5:10 (Marshall Mathers, Andre Young, Melvin Bradford)
11. Marshall Mathers – 5:20 (Marshall Mathers, Jeffrey Bass, Mark Bass)
12. Ken Kaniff (Skit) – 1:01
13. Drug Ballad – 5:01 (Marshall Mathers, Jeffrey Bass, Mark Bass)
14. Amityville (feat. Bizarre) – 4:13 (Marshall Mathers, Jeffrey Bass, Mark Bass, Rufus Johnson)
15. Bitch Please II (feat. Dr. Dre, Snoop Dogg, Xzibit, Nate Dogg) – 4:48 (Marshall Mathers, Andre Young, Calvin Broadus Jr., Alvin Joyner, Nathaniel Hale, Mike Elizondo)
16. Kim – 6:17 (Marshall Mathers, Jeffrey Bass, Mark Bass)
17. Under the Influence (feat. D12) – 5:22 (Marshall Mathers, DeShaun Holton, Rufus Johnson, Ondre Moore, Von Carlisle, Denaun Porter, Jeffrey Bass, Mark Bass)
18. Criminal – 5:14 (Marshall Mathers, Jeffrey Bass, Mark Bass)

Traccia aggiunta nell'edizione speciale
1. The Kids – 5:06 (Marshall Mathers, Jeffrey Bass, Mark Bass, Steve King)

## Formazione
- Eminem - voce
- Mike Elizondo - basso (tracce 2, 3, 5, 7-10, 14 e 15), chitarra (tracce 7 e 8), tastiera (tracce 7 e 15)
- John Bigham - chitarra (tracce 5 e 10)
- Sean Cruse - chitarra (tracce 2 e 3)
- Camara Kambon - tastiera (tracce 2 e 9)
- Tom Coster Jr. - tastiera (tracce 5, 7, 8, 10 e 12)
- DJ Head - programmazione batteria (tracce 11, 13, 14, 17 e 18)

## Classifiche

### Classifiche settimanali
| Classifica (2000-01) | Posizione massima |
| -------------------- | ----------------- |
| Australia            | 1                 |
| Austria              | 1                 |
| Belgio (Fiandre)     | 1                 |
| Belgio (Vallonia)    | 3                 |
| Canada               | 1                 |
| Danimarca            | 1                 |
| Finlandia            | 1                 |
| Francia              | 2                 |
| Germania             | 3                 |
| Grecia               | 1                 |
| Irlanda              | 1                 |
| Italia               | 7                 |
| Norvegia             | 3                 |
| Nuova Zelanda        | 1                 |
| Paesi Bassi          | 2                 |
| Polonia              | 9                 |
| Portogallo           | 2                 |
| Regno Unito          | 1                 |
| Spagna               | 6                 |
| Stati Uniti          | 1                 |
| Sudafrica            | 1                 |
| Svezia               | 2                 |
| Svizzera             | 2                 |
| Ungheria             | 3                 |

### Classifiche di fine anno
| Classifica (2000) | Posizione |
| ----------------- | --------- |
| Australia         | 30        |
| Austria           | 12        |
| Belgio (Fiandre)  | 9         |
| Belgio (Vallonia) | 12        |
| Danimarca         | 20        |
| Francia           | 10        |
| Germania          | 12        |
| Nuova Zelanda     | 9         |
| Paesi Bassi       | 5         |
| Regno Unito       | 3         |
| Stati Uniti       | 3         |
| Svezia            | 5         |
| Svizzera          | 12        |
| Classifica (2001) | Posizione |
| Australia         | 12        |
| Austria           | 7         |
| Belgio (Fiandre)  | 9         |
| Belgio (Vallonia) | 9         |
| Danimarca         | 46        |
| Francia           | 58        |
| Germania          | 24        |
| Italia            | 40        |
| Nuova Zelanda     | 24        |
| Paesi Bassi       | 44        |
| Regno Unito       | 40        |
| Stati Uniti       | 72        |
| Svezia            | 90        |
| Svizzera          | 17        |
| Classifica (2003) | Posizione |
| Germania          | 74        |
| Classifica (2011) | Posizione |
| Stati Uniti       | 199       |
| Classifica (2022) | Posizione |
| Belgio (Fiandre)  | 197       |
| Classifica (2023) | Posizione |
| Belgio (Fiandre)  | 175       |

### Classifiche di fine decennio
| Classifica (2000–09) | Posizione |
| -------------------- | --------- |
| Australia            | 79        |
| Stati Uniti          | 7         |